# Велика награда Сан Марина 1997.
Велика награда Сан Марина 1997. године је била трка у светском шампионату Формуле 1 1997. године која се одржала на аутомобилској стази „Енцо и Дино Ферари“ у Имоли, 27. априла 1997. године.
Победник је био Хајнц-Харалд Френцен, другопласирани Михаел Шумахер, док је трку као трећепласирани завршио Еди Ирвајн.